# سحابة بين النجوم محلية
سحابة بين النجوم محلية هي سحابة بين النجوم يبلغ عرضها حوالي 30 سنة ضوئية (9.2 فرسخاً فلكياً) متوضعة حيث تتحرك النظام الشمسي عبرها حالياً. وقد دخل النظام الشمسي هذه السحابة منذ ما يتراوح بين 44,000 إلى 150,000 سنة ويعتقد أن تبقى ضمنها فيما يتراوح بين 10,000 إلى 20,000 سنة قادمة. تبلغ حرارة السحابة حوالي 6000 درجة مئوية، وهي تقريباً نفس حرارة سطح الشمس. ويبلغ الضغط في السنتيمتر المكعب حوالي 0.1 ضغط جوي وهي حوالي خمس كثافة الوسط بين النجمي في المجرة. ولكن حوالي ضعف الضغط في الفقاعة المحلية.
تشكلت السحابة نتيجة اِلتقاء الفقاعة المحلية والفقاعة الحلقية الأولى. وقد غُمرت الشمس بغبار هذه السحابة، كما هي الحال مع بعض النجوم المجاورة الأخرى مثل رجل القنطور والنسرين الطائر والواقع وفم الحوت والسماك الرامح.

## البنية
تقع المجموعة الشمسية ضمن بنية تدعى الفقاعة المحلية وهي عبارة عن منطقة ذات كثافة منخفضة من الوسط البينجمي المجري. وتقع السحابة البينجمية المحلية ضمن هذه المنطقة، وترتفع كثافة الهيدروجين في هذه المنطقة قليلاً. وتقع الشمس بالقرب من حافة السحابة البينجمية المحلية. ويُعتقد أن الشمس دخلت هذه المنطقة في مرحلة ما بين 44,000 إلى 150,000 سنة مضت ويُتوقع أن تبقى فيها لمدة تتراوح من 10,000 إلى سنة 20,000 قادمة.
تبلغ درجة حرارة السحابة حوالي 7,000 ك (6,730 °م؛ 12,140 °ف)، وهي تقريبا نفس درجة حرارة سطح الشمس.

## التفاعل مع الحقل المغناطيسي للأرض
اقترحت بيانات من مسبار فوياجر 2 الفضائي عام 2009 أن القوة المغناطيسية للوسط المحلي البينجمي كانت أكثر قوةً من المتوقع (370 إلى 550 بيكو تسلا (pT) مقابل التقديرات السابقة عند 180 إلى 250 بيكو تسلا). حقيقة أن السحابة البينجمية المحلية ممغنطة بقوة قد تفسر وجودها المستمر بالرغم من الضغط الذي تطبقه الرياح التي يهب على الفقاعة المحلية.
تمنع الرياح الشمسية والحقل المغناطيسي للشمس تأثيرات السحابة البينجمية المحلية المحتملة على الأرض. يقوم مستكشف الحدود بين النجمية (IBEX) وهو قمر صناعي تابع لناسا بدراسة هذا التفاعل الحاصل مع الغلاف الشمسي، حيث يعمل مستكشف الحدود بين النجمية على تخطيط ومسح الحدود الواقعة بين المجموعة الشمسية والفضاء البينجمي.

## وصلات خارجية
- "نسيم من النجوم" نسخة محفوظة 22 يونيو 2017 على موقع واي باك مشين. - ناسا (بالإنجليزية)
- "برنامج فوياجر يقوم باكتشاف بين نجمي" نسخة محفوظة 16 مايو 2017 على موقع واي باك مشين. - علوم ناسا (بالإنجليزية)